# Тигровый гремучник
Тигровый гремучник (лат. Crotalus tigris) — вид ядовитых змей семейства гадюковых.
Общая длина достигает в среднем 80 см. Голова широкая, маленькая. Туловище плотное, массивное. Погремок на хвосте достаточно большой. Это красиво окрашенная змея с хорошо заметным рисунком. Может быть серого, розового или сиреневого цвета с не очень явными поперечными полосами тёмного оттенка.
Любит пустыни, скалистые каньоны, склоны, поросшие кактусами. Активен ночью. Питается мелкими млекопитающими, в частности кенгуровыми прыгунами, белоногими хомячками и лесными хомяками, а также заборными игуанами.
Живородящая змея.
Яд считается самым сильным среди представителей своего рода. Содержит высокую долю нейротоксинов, а также миотоксин. Поэтому в случае укуса необходима медицинская помощь. Яд используют в фармакологии и медицине, за один раз берут до 11 мг яда (в сухом весе).
Вид обитает на юге Аризоны (США), в штате Сонора (Мексика).